# Coupe CECAFA des nations 1983
Navigation
Ouganda 1982 Ouganda 1984
La Coupe CECAFA des nations 1983 est la onzième édition de la Coupe CECAFA des nations qui a eu lieu au Kenya du 12 au 26 décembre 1983. Les nations membres de la CECAFA (Confédération d'Afrique centrale et de l'Est) sont invitées à participer à la compétition. À noter la première participation à la compétition de l'équipe d'Éthiopie.
C'est le pays hôte et tenant du titre, le Kenya, qui remporte à nouveau la compétition en s'imposant en finale face au Zimbabwe. L'Ouganda monte sur la troisième marche du podium. C'est le troisième titre de champion de la CECAFA de la sélection kényane.

## Équipes participantes
- Kenya - Organisateur et tenant du titre
- Zimbabwe
- Zanzibar
- Tanzanie
- Éthiopie
- Somalie
- Malawi
- Ouganda
- Soudan

## Compétition

### Premier tour

#### Groupe A
| Rang | Équipe   | Pts | J | G | N | P | Bp | Bc | Diff |  | Résultats (▼ dom., ► ext.) |  |     |     |     |     |
| ---- | -------- | --- | - | - | - | - | -- | -- | ---- |  | -------------------------- |  | --- | --- | --- | --- |
| 1    | Kenya T  | 7   | 4 | 3 | 1 | 0 | 5  | 1  | +4   |  | Kenya T                    |  | 2-1 | 1-0 | 0-0 | 2-0 |
| 2    | Ouganda  | 5   | 4 | 2 | 1 | 1 | 6  | 5  | +1   |  | Ouganda                    |  |     | 2-1 | 1-1 | 2-1 |
| 3    | Soudan   | 4   | 4 | 2 | 0 | 2 | 4  | 3  | +1   |  | Soudan                     |  |     |     | 1-0 | 2-0 |
| 4    | Tanzanie | 3   | 4 | 0 | 3 | 1 | 2  | 3  | -1   |  | Tanzanie                   |  |     |     |     | 1-1 |
| 5    | Éthiopie | 1   | 4 | 0 | 1 | 3 | 2  | 7  | -5   |  | Éthiopie                   |  |     |     |     |     |

#### Groupe B
| Rang | Équipe   | Pts | J | G | N | P | Bp | Bc | Diff |  | Résultats (▼ dom., ► ext.) |  |     |     |     |
| ---- | -------- | --- | - | - | - | - | -- | -- | ---- |  | -------------------------- |  | --- | --- | --- |
| 1    | Zimbabwe | 6   | 3 | 3 | 0 | 0 | 5  | 2  | +3   |  | Zimbabwe                   |  | 1-0 | 2-1 | 2-1 |
| 2    | Malawi   | 4   | 3 | 2 | 0 | 1 | 5  | 3  | +2   |  | Malawi                     |  |     | 2-1 | 3-1 |
| 3    | Somalie  | 1   | 3 | 0 | 1 | 2 | 3  | 5  | -2   |  | Somalie                    |  |     |     | 1-1 |
| 4    | Zanzibar | 1   | 3 | 0 | 1 | 2 | 3  | 6  | -3   |  | Zanzibar                   |  |     |     |     |

### Demi-finales
| 23 novembre 1983 | Kenya | 2 - 0 | Malawi | Nyayo National Stadium, Nairobi |  |
|                  |       |       |        |                                 |  |

| 23 novembre 1983 | Zimbabwe | 1 - 0 | Ouganda | Nyayo National Stadium, Nairobi |  |
|                  |          |       |         |                                 |  |

### Match pour la3eplace
| 25 novembre 1983 | Ouganda | 2 - 1 | Malawi | Nyayo National Stadium, Nairobi |  |
|                  |         |       |        |                                 |  |

### Finale
| 26 novembre 1983 | Kenya | 1 - 0 | Zimbabwe | Nyayo National Stadium, Nairobi |  |
|                  |       |       |          |                                 |  |

| Vainqueur Coupe CECAFA 1983 Kenya 3e titre |

## Sources et liens externes
- (en) Feuilles de matchs et infos sur RSSSF